# O mě se neboj
O mě se neboj je osmidílný romanticko-komediální seriál TV Nova z roku 2022 showrunnerů a producentů Filipa Bobiňskiho a Jana Coufala v režii Bisera A. Arichteva. Seriál vytvořila a vyrobila produkční společnost Dramedy Productions. Scénář podle polské předlohy (O mnie się nie martw) napsaly Hana Roguljič a Magdalena Wdowyczynová, pod vedením Jana Coufala.
V hlavních rolích seriálu se objeví Veronika Arichteva, Václav Matějovský, Lukáš Příkazký, Veronika Lapková, Patricie Pagáčová a další.
Dne 25. prosince 2022 TV Nova oznámila, že zvažuje natočení druhé řady.

## Děj
Hlavní hrdinkou seriálu je rozvádějící se matka dvou dětí Eva (Veronika Arichteva), jejíž život je jeden velký chaos. Za každých okolností říká, co si myslí, což ji přivádí do velkého množství problémů. Zrovna kvůli tomu dostala výpověď ve svém současném zaměstnání v callcentru. Navíc stále žije se svým nespolehlivým manželem Kryštofem (Lukáš Příkazký). To, že prohraje v prvním rozvodovém stání, protože se na něj její právník vůbec nedostaví, pak její manžel bere jako znamení, že mají oba zůstat spolu. Právník Martin (Václav Matějovský) k Evě postupem času nachází sympatie, což se vůbec nelíbí jeho partnerce a kolegyni právničce Petře (Veronika Lapková).

## Obsazení
| Veronika Arichteva  | Eva Málková                            |
| Václav Matějovský   | JUDr. Martin Kalina, právník Evy       |
| Lukáš Příkazký      | Kryštof Málek, manžel Evy              |
| Naďa Konvalinková   | Miluše Málková, matka Kryštofa         |
| Veronika Lapková    | JUDr. Petra Altmannová                 |
| Michal Kocourek     | JUDr. Jiří Altmann, otec Petry         |
| Adéla Dobešová      | Helena Málková, dcera Evy a Kryštofa   |
| Veronika Dobešová   | Viktorie Málková, dcera Evy a Kryštofa |
| Patricie Pagáčová   | Tereza Tmějová, kamarádka Evy          |
| Roman Vojtek        | Pavel Režný, milenec Evy               |
| Martin Sobotka      | Karel Sládek, soused Evy a Kryštofa    |
| Vojtěch Vodochodský | Tomáš Němec, kamarád Martina           |
| Josef Hervert       | JUDr. Jan Janata, právník Kryštofa     |

## Seznam dílů
| Č. v seriálu | Název            | Režie          | Scénář                                | Datum premiéry     | Datum premiéry na TV Nova | Sledovanost v milionech v TV |
| ------------ | ---------------- | -------------- | ------------------------------------- | ------------------ | ------------------------- | ---------------------------- |
| 1            | Pořád spolu      | Biser Arichtev | Hana Roguljič, Magdalena Wdowyczynová | 3. listopadu 2022  | 10. listopadu 2022        | 0,760                        |
| 2            | Žárlivost        | Biser Arichtev | Hana Roguljič, Magdalena Wdowyczynová | 3. listopadu 2022  | 10. listopadu 2022        | 0,662                        |
| 3            | Láska na inzerát | Biser Arichtev | Hana Roguljič, Magdalena Wdowyczynová | 10. listopadu 2022 | 17. listopadu 2022        | 0,636                        |
| 4            | Sázka            | Biser Arichtev | Hana Roguljič, Magdalena Wdowyczynová | 17. listopadu 2022 | 24. listopadu 2022        | 0,634                        |
| 5            | Rodina nade vše  | Biser Arichtev | Hana Roguljič, Magdalena Wdowyczynová | 24. listopadu 2022 | 1. prosince 2022          | 0,650                        |
| 6            | Nový život       | Biser Arichtev | Hana Roguljič, Magdalena Wdowyczynová | 1. prosince 2022   | 8. prosince 2022          | 0,647                        |
| 7            | Šance            | Biser Arichtev | Hana Roguljič, Magdalena Wdowyczynová | 8. prosince 2022   | 15. prosince 2022         | 0,606                        |
| 8            | Dárek            | Biser Arichtev | Hana Roguljič, Magdalena Wdowyczynová | 15. prosince 2022  | 22. prosince 2022         | 0,606                        |